# Petter Hol
Petter Hol (Christiania, Noruega, 9 de marzo de 1883-Winnipeg, Canadá, 22 de junio de 1981) fue un gimnasta artístico noruego, subcampeón olímpico en 1920 en el concurso por equipos "sistema libre".

## Carrera deportiva
En los JJ. OO. de Londres 1908 gana la plata en el concurso por equipos, tras Suecia y por delante de Finlandia.
Cuatro años después, en las Olimpiadas de Estocolmo 1912 gana el bronce en equipo "sistema sueco", tras Suecia y Dinamarca.
Por último, en las Olimpiadas celebradas en Amberes (Bélgica) en 1920 consigue la plata en el concurso por equipos "sistema libre", tras los daneses (oro), siendo sus compañeros de equipo los gimnastas: Karl Aas, Jørgen Andersen, Gustav Bayer, Jørgen Bjørnstad, Asbjørn Bodahl, Eilert Bøhm, Trygve Bøyesen, Ingolf Davidsen, Håkon Endreson, Jacob Erstad, Harald Færstad, Hermann Helgesen, Alf Aanning, Otto Johannessen, John Anker Johansen, Torbjørn Kristoffersen, Henrik Nielsen, Jacob Opdahl, Arthur Rydstrøm, Frithjof Sælen, Bjørn Skjærpe, Wilhelm Steffensen, Olav Sundal, Reidar Tønsberg y Lauritz Wigand-Larsen.